# Mauroa
Mauroa ist ein Municipio im Bundesstaat Falcón, Venezuela. Der Verwaltungssitz befindet sich Mene de Mauroa.
Der Bezirk hat drei Parroquias: Mene de Mauroa, San Félix und Casigua. Die Landwirtschaft ist der Hauptmotor der Region.

## Geographie
Der Bezirk Mauroa grenzt im Norden mit dem Golf von Venezuela, im Süden und im Westen mit dem Bundesstaat Zulia und im Osten mit dem Bezirk Buchivacoa.